# Факей
Факе́й (ивр. פֶּ֨קַח‎ Пэ́ках — «с открытыми глазами»; аккад. 𒉺𒅗𒄩 Пэкаха́), сын Ремалии — 18-й царь Израильского царства начиная от его разделения, правил 20 лет (4 Цар. 15:27). Он был военачальником при предшественнике, царе Факии (Пекахии), против которого составил заговор и убил (4 Цар. 15:25).

## Библейские сведения
Напав на Иудейское царство, Факей забрал множество пленных, но по убеждению пророка Одеда возвратил им свободу (4 Цар. 16:5; 2 Пар. 28:5—15). Факей и Рецин (Ризон), царь сирийский, заключив между собой союз, задумали низложить иудейского царя Ахаза и на престол Давидов возвести некоего сына Тавеилова (Ис. 7:5, 6), но не могли исполнить своего намерения и должны были отступить от Иерусалима. Находясь в стеснённых обстоятельствах, Ахаз обратился к ассирийскому царю Тиглатпаласару III с просьбой помочь ему против врагов. Тиглатпалассар III покорил Дамаск, завоевал несколько северных городов царства израильского, Галаад, Галилею и всю землю Неффалимову и жителей отвёл в плен в Ассирию (4 Цар. 15:29).
Быть может, под влиянием этих бедствий против Факея составил заговор Осия, сын Илы, который, умертвив Факея, сам занял его престол (4 Цар. 15:30).

## Хронология

### Противоречия и несогласованность
Для его правления используются две противоречащие друг другу системы исчисления. Согласно одной из систем, он долго царствовал в течение двадцати лет (4 Цар. 15:27), что указывает на 752 год до н. э. Эта дата согласуется с утверждением, что Иоафам начал царствовать во второй год правления Факея, в 750 году до н. э. (4 Цар. 15:32), а преемник Иофама Ахаз начал царствовать в 17-й год его правления, в 735 году до н. э. (4 Цар. 16:1)
Однако на более короткое правление указывает 4 Цар. 15:27, где говорится, что Факей начал царствовать в 52-м году правления Азарии (Озии), то есть в 740 году до н. э. Кроме того, Факей убил Факию, чтобы занять трон (4 Цар. 15:25), а двухлетнему правлению Факии (4 Цар. 15:23) предшествовало 10-летнее правление его отца Менахема (4 Цар. 15:17). Менахем воздавал дань уважения Тиглатпаласару III, как записано в 4 Цар. 15:19 (где Пул — Тиглатпаласар), а также в надписях самого Тиглатпаласара, который взошел на трон в 745 году до н. э., дань Менахема должна быть не ранее этого года, либо позже.
Эти очевидные несоответствия привели к тому, что многие ученые отвергли все или часть библейских источников о Факее. Д. М. Бигл утверждал, что невозможно примирить 20-летнее правление Факея с другой библейской, или ассирийской версией, используя это в качестве одного из своих аргументов в пользу того, что учение о непогрешимости всего Писания не может быть истинным.